# Herrania nitida
Herrania nitida är en malvaväxtart som först beskrevs av Eduard Friedrich Poeppig, och fick sitt nu gällande namn av Richard Evans Schultes. Herrania nitida ingår i släktet Herrania och familjen malvaväxter. Utöver nominatformen finns också underarten H. n. sphenophylla.